# Wäschereihygiene
Bitte immer starten mit klarer Eingangsdefinition-- Aktions 14:25, 10. Mär. 2009 (CET)
Textilien, die in hygienisch anspruchsvollen Bereichen wie Lebensmittelindustrie (lebensmittelproduzierende und -verarbeitende Betriebe), Lebensmittelhandel, Medizin/Gesundheitsbereich, Reinräumen, Pharma- und Kosmetikindustrie oder Gastronomie eingesetzt werden, müssen eine adäquate Reinheit und mikrobiologische Qualität aufweisen.
Je nach Bereich, in dem die Textilien eingesetzt werden, existieren unterschiedliche Anforderungen an die Aufbereitung und die mikrobiologische Qualität der Textilien. Mit Aufbereitung wird im Folgenden das Waschen und das Trocknen/Glätten bzw. das Wiederherstellen des Grundzustandes der Textilien bezeichnet. Nicht nur die Textilien selbst unterliegen hygienischen Reglementierungen; um die jeweils notwendige mikrobiologische Qualität zu erreichen, muss auch die Umgebung der Textilien im Wäschereibetrieb (sog. wäschenahe Oberflächen) keimarm sein. Auch für das Personal der Wäscherei sind hygienische Maßnahmen (z. B. Händedesinfektion) in speziellen Hygieneplänen festgelegt. Ferner muss das zur Aufbereitung der Textilien verwendete Wasser Trinkwasserqualität aufweisen.

## Gesundheitsbereich
Mit Gesundheitsbereich ist in der Regel der Krankenhausbereich gemeint. Unter gewissen Umständen (bspw. durch krankenhaus-ähnliche Strukturen) verwenden auch Alten- und Pflegeheime Textilien, die bei der Aufbereitung den Anforderungen des Krankenhausbereiches unterliegen. Das Ziel beim Umgang mit der Wäsche oder der Benutzung der Textilien in derartigen Hygienebereichen ist es, Infektionskrankheiten zu vermeiden bzw. das Infektionsrisiko so gering wie möglich zu halten.
Die notwendige Qualität bzw. der maximal zulässige Keimgehalt auf den Textilien wird in Richtlinien mit Gesetzescharakter (z. B. EU- und RKI-Richtlinien (RKI: Robert Koch-Institut)) oder durch nationale und internationale Normen vorgegeben. So sind bspw. für bestimmte OP-Textilien auch mikrobiologische Anforderungen im Rahmen der europäischen Normung (DIN EN 13795) festgelegt.
Für die Praxis heißt das, dass Krankenhaustextilien für den sonstigen medizinischen Bereich (d. h. Textilien, die nicht sterilisiert werden müssen), eine maximale Keimzahl in 9 von 10 Proben laut RKI von 20 Koloniebildenden Einheiten (KbE) pro dm² Textiloberfläche aufweisen dürfen. Generell dürfen sich keine krankheitserregenden Mikroorganismen auf den Textilien befinden.

## Lebensmittelbereich
Die Norm DIN 10524 (Lebensmittelhygiene – Arbeitsbekleidung in Lebensmittelbetrieben) enthält Vorgaben zur Herstellung, Nutzung und Wiederaufbereitung von Arbeitskleidung in Lebensmittelbetrieben, um verschiedene Qualitätsanforderungen zu sichern. Ziel der DIN 10524, die im engen Zusammenhang zur Lebensmittelhygiene-Verordnung (LMHV) steht, ist die Vermeidung einer nachteiligen Beeinflussung der Lebensmittel, die von unzweckmäßiger Arbeitsbekleidung ausgehen kann. Bei einer Wiederaufbereitung der Textilien muss gemäß DIN 10524 eine hygienegerechte Reinigung sichergestellt sein. Eine Wiederaufbereitung der Textilien im Privathaushalt ist nach DIN 10524 nicht mit einem Qualitätsmanagementsystem für hygienisch anspruchsvolle Bereiche vereinbar und garantiert nicht die sichere Wiederherstellung eines sachgerechten Hygienestatus der Textilien.
Die Lebensmittelindustrie fordert außerdem im Zusammenhang mit der Einführung des HACCP-Konzeptes von den textilen Dienstleistern Nachweise über die hygienische Unbedenklichkeit der aufbereiteten Textilien. Eine weitere Steigerung der Qualitätsanforderungen ist hier im International Food Standard (IFS) zu sehen, der auf der Global Food Safety Initiative (GFSI) basiert, die zur Verbesserung der Lebensmittelsicherheit gegründet wurde. In der fünften Version des IFS, die seit Januar 2008 verbindlich ist, sind zwei neue Forderungen hinsichtlich Textilhygiene integriert worden:
1. Die Arbeitskleidung muss regelmäßig und gründlich gereinigt werden. Auf der Basis einer prozess- und produktorientierten Risikoanalyse muss die Wäsche durch eine Vertragswäscherei oder durch Mitarbeiter selbst gereinigt werden und
2. es existieren Vorgaben zur Reinigung und Verfahren zur Reinheitskontrolle der Schutzkleidung.

Da eine reproduzierbare mikrobiologische Qualität von Textilien generell nicht durch Waschen der Textilien im Haushalt garantiert werden kann und daher auch in anderen Richtlinien und Normen vom Waschen der Textilien im Haushalt abgeraten wird, muss die Aufbereitung von professionellen Wäschereien bzw. textilen Dienstleistungsunternehmen durchgeführt werden. Die Textilien werden dann mit validierten Waschverfahren desinfizierend aufbereitet und keimarm bzw. ggf. steril dem Kunden übergeben (validiertes Waschverfahren: dokumentiertes Verfahren zum Erbringen, Aufzeichnen und Interpretieren der benötigten Ergebnisse, um zu zeigen, dass das Waschverfahren ständig mit den vorgegebenen Spezifikationen (z. B. chemothermisch desinfizierende Wirkung) übereinstimmt).
Für den Lebensmittelbereich werden die mikrobiologischen Grenzwerte für Textilien in der DIN 10524 angegeben. Demnach dürfen die KbE pro dm² Textiloberfläche 50 nicht überschreiten (in 9 von 10 Proben). Auch hier gilt: humanpathogene (humanpathogen: in der Lage, beim Menschen eine Krankheit hervorzurufen) Keime dürfen nicht nachgewiesen werden.
Zur Einhaltung einer definierten mikrobiologischen Qualität führen Wäschereien bzw. textile Dienstleistungsunternehmen mehr und mehr RABC-Systeme (Risikoanalyse und Biokontaminationskontrollsysteme) ein. Dieses moderne Qualitäts- bzw. Hygienemanagementsystem nach DIN EN 14065 (Textilien, In Wäschereien aufbereitete Textilien, Kontrollsystem Biokontamination) ist ähnlich dem über Jahrzehnte sehr erfolgreichen HACCP-Konzept aufgebaut. Es soll sicherstellen, dass die Textilien in einem reproduzierbaren Qualitäts- und Hygienezustand an den Kunden (Lebensmittelbetrieb) zurück gelangen.